# Pothyne ceylonensis
Pothyne ceylonensis là một loài bọ cánh cứng trong họ Cerambycidae.